# Abd al-Rahman al-Dżabarti
Abd al-Rahman al-Dżabarti (arab. عبد الرحمن الجبرتي), właściwie Abd ar-Rahman ibn al-Hasan ibn Burhan ad-Din al-Dżabarti (ur. 1753?, zm. 1825 w Kairze) – egipski kronikarz i historyk.
Niewiele wiadomo o jego życiu. W zależności od przekazów przyjmuje się, iż urodził się między 1753 a 1756 rokiem w miejscowości Tell el Gabarti w prowincji Al-Buhajra bądź też w stołecznym Kairze. Zdobywszy tytuł szajcha na kairskim uniwersytecie Al-Azhar rozpoczął prowadzenie kroniki w której dokumentował najważniejsze wydarzenia z życia Kairu. Dzieło to, Adżaib al-asar fi taradżim wa' l-achbar (Cuda pomników przeszłości: biografie i wiadomości historyczne) zamknięte ostatecznie w czterech tomach, jest jednym z najcenniejszych zapisów dokumentujących historię nowożytnego Egiptu od czasów schyłkowych rządów mameluków.
Szczególne miejsce w kronice zajmuje tom opisujący francuską okupację kraju przypadającą na lata 1789–1801. Al-Dżabarti cieszył się dobrą opinią wśród Francuzów, w 1800 został nawet, z nadania generała Menou, głównodowodzącego, w zastępstwie Napoleona, francuskich sił w Egipcie, członkiem dziewięcioosobowego Dywanu, rady doradczej złożonej z muzułmańskich dygnitarzy. Al-Dżabarti szczegółowo opisał życie codzienne we francuskim Egipcie. Mimo niechęci do okupanta, potrafił docenić jego wyższość techniczną (jeden z najbardziej entuzjastycznych opisów odnosi się do nieznanej dotychczas w Egipcie taczki), nawiązał też bliską przyjaźń z szefem kairskich warsztatów rzemieślniczych, inżynierem Nicolasem Conté.
Początkowa niechęć do Francuzów z czasem zmieniła się, zwłaszcza po ich wyjeździe w 1801, w sympatię i podziw. Kronikarz krytykował kontrastujące z europejskim zachowaniem postępowanie Turków. Również po przejęciu władzy przez Muhammada Alego Al-Dżabarti pozostał w opozycji wobec władzy - w licznych dziełach i mowach krytykował poczynania paszy, szczególnie jego politykę zmierzającą do ograniczenia wpływów szejchów na władzę w kraju (m.in. poprzez konfiskatę majątków). W końcu cierpliwość władcy uległa wyczerpaniu. Rozkazał on zamordować niewygodnego kronikarza. Jego zwłoki zostały przywiązane do nóg osła i przeciągnięte po kairskich ulicach.